# 椎原小弥太
椎原 小弥太（しいはら こやた、1840年（天保11年） - 1868年1月29日（慶応4年1月5日））とは幕末の薩摩藩士。諱は国寧。小弥太は通称。椎原与右衛門との血縁関係は不詳であるが通字より同族であることが分かる。
薩英戦争や禁門の変に薩摩藩士として参戦。1867年（慶応3年）、藩の小銃五番隊の軍監に就任する。鳥羽・伏見の戦いの際には京都に進軍する幕臣滝川具挙率いる旧幕府軍を鳥羽にて関所を作り足止めしようとしたが話し合いがまとまらず幕府軍に向けて発砲する。この発砲が戊辰戦争初の銃声だといわれる。そののち山城国京都淀橋付近で戦死。享年29。
『鹿児島県史料集IX』では、死亡当事、親兄弟はなく、甥の森山氏のみが遺族として名がのっている。
大正5年（1916年）、従五位を追贈された。